# Nicole Flagothier
Nicole Josiane Ghislaine Flagothier (* 9. Januar 1966 in Rocourt, heute Lüttich) ist eine ehemalige belgische Judoka. Sie war Weltmeisterschaftszweite 1991 im Leichtgewicht.

## Sportliche Karriere
Die 1,54 m große Nicole Flagothier kämpfte bis 1995 im Leichtgewicht, der Gewichtsklasse bis 56 Kilogramm. Im Leichtgewicht war sie 1986 und von 1988 bis 1993 Belgische Meisterin. 1987 erreichte sie den fünften Platz bei den Europameisterschaften. 1989 belegte sie sowohl bei den Europameisterschaften als auch bei den Weltmeisterschaften den siebten Platz. 1990 gewann sie eine Bronzemedaille bei den Europameisterschaften. Bei den Weltmeisterschaften 1991 in Barcelona besiegte sie auf ihrem Weg ins Finale die Japanerin Chiyori Tateno, die Deutsche Gudrun Hausch und die Französin Catherine Arnaud. Im Finale unterlag sie der Spanierin Miriam Blasco und erhielt die Silbermedaille. 1992 erhielt sie nach ihrer Niederlage gegen Nicola Fairbrother im Europameisterschaftsfinale ebenfalls Silber. Bei der olympischen Premiere des Frauenjudo 1992 in Barcelona unterlag sie im Halbfinale Nicola Fairbrother und im Kampf um eine Bronzemedaille der Japanerin Chiyori Tateno. 1993 gewann sie noch einmal Bronze bei den Europameisterschaften.
1996 und 1997 gewann Nicole Flagothier den Belgischen Meistertitel im Halbleichtgewicht, der Gewichtsklasse bis 52 Kilogramm. In dieser Gewichtsklasse erkämpfte sie 1996 noch einmal eine Bronzemedaille bei den Europameisterschaften. Bei den Weltmeisterschaften 1997 gewann sie nach ihrer Halbfinalniederlage gegen die Nordkoreanerin Kye Sun-hui ebenfalls Bronze. Flagothier blieb noch einige Jahre aktiv, gewann aber keine internationalen Medaillen mehr. Nach ihrer Karriere wurde sie Trainerin, unter anderem war sie jahrelang Trainerin der belgischen Frauen.